# Татьянино (Ленинградская область)
Татья́нино — деревня в Бегуницком сельском поселении Волосовского района Ленинградской области.

## История
С 1 января 1927 года в составе Худанского сельсовета Молосковицкого района областными административными данными учитывался посёлок Татьянино.
С 1928 года в составе Рекковского сельсовета.
- Земли посёлка Татьянино на карте 1930 года

С 1931 года в составе Волосовского района.
С 1935 года в составе Терпилицкого сельсовета.
C 1 августа 1941 года по 31 декабря 1943 года посёлок находился в оккупации.
В 1954 году население посёлка Татьянино составляло 200 человек.
В 1958 году население посёлка Татьянино составляло 165 человек.
С 1963 года в составе Кингисеппского района.
С 1965 года вновь в составе Волосовского района.
По данным 1966 и 1973 годов в состав Терпилицкого сельсовета входили посёлок и хутор Татьянино.
По административным данным 1990 года в состав Терпилицкого сельсовета входила только деревня Татьянино.
В 1997 году в деревне Татьянино проживали 42 человека, в 2002 году — 31 человек (русские — 97 %), деревня относилась к Терпилицкой волости.
В 2007 году проживали 36 человек, деревня входила в состав Терпилицкого сельского поселения.
7 мая 2019 года деревня вошла в состав Бегуницкого сельского поселения.

## География
Деревня расположена в центральной части района на автодороге 41К-014 (Волосово — Керново).
Расстояние до административного центра поселения — 3 км.
Расстояние до ближайшей железнодорожной станции Волосово — 6 км.

## Демография
| 2002 | 2007 | 2010 | 2017 |
| ---- | ---- | ---- | ---- |
| 31   | ↗36  | ↘29  | ↗43  |

### Национальный состав
Согласно данным Всероссийской переписи населения 2021 года в деревне проживали 42 человека, из них:
 русские — 33, таджики — 1 человек, остальные национальность не указали.